# José Luis García Rúa
José Luis García Rúa (31. srpna 1923 Gijón – 6. ledna 2017 Granada) byl španělský anarchista a člen Národní konfederace práce (CNT), stejně jako jeho otec, který zahynul na oviedské frontě během Španělské občanské války.
García Rúa odešel v roce 1939 do exilu ve Francii, kde byl následně zadržován v internačních táborech v Argelers a Barcarès, avšak zhruba po roce se vrátil.
Začal kariéru jako akademik, ale pracoval také ve stavebnictví, kovovýrobě či v dolech. Podílel se na protifrankistických aktivitách a nakonec byl pronásledován za svou činnost během hornické stávky. Nějakou dobu mu bylo zapovězeno zaměstnání v akademické sféře, ale nakonec se v polovině 70. let stal profesorem filozofie na univerzitě v Granadě. V roce 1977, tedy po smrti Francisca Franca, byl dvakrát zvolen za sekretáře CNT pro Andalusii. V letech 1986–1990 působil jako generální sekretář CNT a v letech 1997–2000 jako hlavní sekretář Mezinárodní asociace pracujících (IWA).
Je autorem řady článků a knih, které souvisely jak s anarchosyndikalismem, tak s jeho akademickou činností. Na Prvního máje 2015 přednesl vášnivý projev, v němž vyzval anarchistky a anarchisty, aby pokračovali v tradici důsledného a odhodlaného anarchosyndikalismu. Jednalo se o poslední projev, který učinil na veřejnosti.